# Comunidad de comunas Bosques, Sena y Suzon
La Comunidad de comunas Bosques, Sena y Suzon (Communauté de communes Forêts, Seine et Suzon en francés), es una estructura intercomunal francesa situada en el departamento francés de Côte-d'Or de la región de Borgoña.

## Historia
Fue creada el 1 de enero de 2014 con la unión de las comunidades de comunas de País de Saint-Seine y de Forêts, Lavières y Suzon, siendo sus comunas, las veinte del antiguo cantón de Saint-Seine-l'Abbaye, cuatro de las trece comunas del antiguo cantón de Fontaine-lès-Dijon y una de las ocho comunas del antiguo cantón de Dijon-5; y que actualmente forman parte, quince comunas del nuevo cantón de Fontaine-lès-Dijon y nueve comunas del nuevo cantón del Is-sur-Tille.

## Nombre
Debe su nombre a los bosques que la ocupan, y a los ríos que la atraviesan: El Sena y el Suzon, este último, un afluente del Ouche, a su vez afluente del Saona.

## Composición
La Comunidad de comunas reagrupa 25 comunas:
| Comuna               | Código INSEE | Región             | Población (2012) | Superficie (km²) | Densidad (hab./km²) |
| -------------------- | ------------ | ------------------ | ---------------- | ---------------- | ------------------- |
| Bligny-le-Sec        | 21085        | Fontaine-lès-Dijon | 161              | 16.61            | 10                  |
| Champagny            | 21136        | Fontaine-lès-Dijon | 30               | 7.12             | 4                   |
| Chanceaux            | 21142        | Is-sur-Tille       | 228              | 21.27            | 11                  |
| Curtil-Saint-Seine   | 21218        | Fontaine-lès-Dijon | 105              | 12.01            | 9                   |
| Darois               | 21227        | Fontaine-lès-Dijon | 444              | 8.12             | 55                  |
| Étaules              | 21255        | Fontaine-lès-Dijon | 263              | 16.71            | 16                  |
| Francheville         | 21284        | Is-sur-Tille       | 255              | 31.65            | 8                   |
| Frénois              | 21286        | Is-sur-Tille       | 94               | 21.96            | 4                   |
| Lamargelle           | 21338        | Is-sur-Tille       | 157              | 25.75            | 6                   |
| Léry                 | 21341        | Is-sur-Tille       | 220              | 14.62            | 15                  |
| Messigny-et-Vantoux  | 21408        | Fontaine-lès-Dijon | 1597             | 33.92            | 47                  |
| Panges               | 21477        | Fontaine-lès-Dijon | 86               | 6.06             | 14                  |
| Pellerey             | 21479        | Is-sur-Tille       | 86               | 12.44            | 7                   |
| Poiseul-la-Grange    | 21489        | Is-sur-Tille       | 60               | 22.89            | 60                  |
| Poncey-sur-l'Ignon   | 21494        | Is-sur-Tille       | 75               | 16.35            | 5                   |
| Prenois              | 21508        | Fontaine-lès-Dijon | 408              | 19.16            | 21                  |
| Saint-Martin-du-Mont | 21561        | Fontaine-lès-Dijon | 460              | 37.84            | 12                  |
| Saint-Seine-l'Abbaye | 21573        | Fontaine-lès-Dijon | 403              | 3.84             | 105                 |
| Saussy               | 21589        | Fontaine-lès-Dijon | 93               | 9.3              | 10                  |
| Savigny-le-Sec       | 21591        | Fontaine-lès-Dijon | 837              | 9.34             | 90                  |
| Trouhaut             | 21646        | Fontaine-lès-Dijon | 106              | 9.40             | 11                  |
| Turcey               | 21648        | Fontaine-lès-Dijon | 189              | 12.45            | 15                  |
| Val-Suzon            | 21651        | Fontaine-lès-Dijon | 221              | 18.51            | 12                  |
| Vaux-Saules          | 21659        | Is-sur-Tille       | 190              | 27.89            | 7                   |
| Villotte-Saint-Seine | 21659        | Fontaine-lès-Dijon | 58               | 7.59             | 8                   |

## Competencias
La comunidad es un organismo público de cooperación intercomunal.
Sus recursos provienen del impuesto sobre los rendimientos del trabajo único, del sistema de contribuciones que se aplica a los residuos y asignaciones y subvenciones de diversos socios.
Sus competencias en general se centran en el desarrollo económico, medio ambiental, de empleo y los servicios comunitarios a los habitantes:
- Ordenación del Territorio
  - Plan de Coherencia Territorial (SCOT, en francés).
  - Plan Sectorial.
- Desarrollo y organización económica
  - Acción de desarrollo económico de las actividades industriales, comerciales o de empleo, (apoyo de las actividades agrícolas y forestales...).
  - Creación, organización, mantenimiento y gestión de zonas de actividades industriales, comerciales, terciario, artesanal o turístico.
- Desarrollo y organización social y cultural
  - Actividades culturales y socioculturales.
  - Actividades deportivas.
  - Construcción y/u organización, mantenimiento, gestión de equipamientos o establecimientos culturales, socioculturales, socioeducativos, deportivos…, etc.
  - Transporte escolar.
- Medio ambiente
  - Saneamiento no colectivo.
  - Recogida y tratamiento de los residuos urbanos y asimilados.
  - Protección y valorización del Medio Ambiente.
- Vivienda y hábitat
  - Programa local del hábitat.
- Servicio de vías públicas
  - Creación, organización y mantenimiento del servicio de vías públicas.
- Otros
  - Adquisición comunal de material.
  - Informática, Talleres vecinales.